# Teologia Polityczna
Teologia Polityczna – rocznik filozoficzny reprezentujący dziedzinę z pogranicza teologii, polityki i filozofii, ukazujący się od 2003 roku, wydawany przez Fundację Świętego Mikołaja.
Rocznik został założony przez dwóch filozofów: Marka A. Cichockiego oraz Dariusza Karłowicza, którzy są jego redaktorami naczelnymi. Na swoich łamach podejmuje próbę łączenia spraw społecznych z ostatecznymi; Kościoła z życiem wspólnoty politycznej; władzy duchowej i świeckiej; różnych modeli legitymizacji, reprezentacji, hierarchii i autorytetu; różnych definicji wspólnoty i jej celów; odmiennych modeli racjonalności.
W „Teologii Politycznej” publikowali m.in.: Wojciech Bonowicz, Rémi Brague, Wojciech Chudy, Bohdan Cywiński, Piotr Dardziński, Dobrochna Dembińska-Siury, Remigiusz Forycki, Dariusz Gawin, Magdalena Gawin, Jarosław Gowin, Jacek Grzybowski, Agnieszka Kołakowska, Paweł Kowal, Piotr Kłodkowski, Zdzisław Krasnodębski, Ryszard Legutko, Winfried Lipscher, ks. Wincenty Myszor, ks. Henryk Paprocki, Jacek Salij OP, Jerzy Sosnowski, Jadwiga Staniszkis, Andrzej Waśkiewicz, George Weigel, ks. Tomasz Węcławski, Bronisław Wildstein, Edmund Wnuk-Lipiński, Maciej Zięba OP, Tomasz Żukowski, Tomasz Żyro.
Teologia Polityczna to też wydawnictwo oraz konserwatywny think-tank społeczno-polityczny, skupiający intelektualistów, naukowców, publicystów, młodzież akademicką oraz artystów z całej Polski.

## Dotychczasowe numery rocznika
- 1/2003-2004 „Sprawiedliwość, miłosierdzie, zdrada” – numer podejmował temat lustracji, zdrady i apostazji.
- 2/2004-2005 „Misja Boża i ludzki porządek” – numer zawierał teksty poświęcone postaciom Abrahama, Antygony i Sokratesa oraz analizy relacji religii i państwa we współczesnym islamie i demokracjach.
- 3/2005-2006 „Pierwszy rok bezkrólewia” – numer był w całości poświęcony Janowi Pawłowi II, mówił o miejscu i roli Papieża w historii, polityce i doświadczeniu zbiorowym Polski oraz świata.
- 4/2006-2007 „Mesjanizm i Polityka” – numer podejmuje temat roli teologii w historii i współczesnej myśli politycznej oraz potrzeby misji w polityce Polski, Europy i świata.
- 5/2007-2008 „Złoty róg, czyli nieodzyskana podmiotowość” – numer porusza kwestię podmiotowości wspólnoty politycznej oraz jej znaczenia dla definiowania i realizowania przez republikę celów wewnętrznych i zewnętrznych.
- 6/2012 „Śmierć i polityka” – numer dotyczy sytuacji polskiej polityki w dwa lata po katastrofie smoleńskiej, zwłaszcza problemu wspólnoty politycznej podzielonej pod wpływem zaostrzającego się konfliktu politycznego.
- 7/2013-2014 „Niech żyją fajne Niemcy!” – numer podejmuje temat niemieckiej polityki europejskiej oraz metod realizacji przez Niemcy swoich interesów.
- 8/2015-2016 „My, Rzymianie” – numer poświęcony zagadnieniom polskiej kultury i polityki rozpatrywanym w układach odniesień: Północ-Południe oraz Wschód-Zachód.
- 9/2016-2017 „1050” – numer poświęcony chrztowi Polski jako formacyjnemu i aktualnemu wydarzeniu w dziejach Polaków.
- 10/2017-2018 „Solidarność i miłosierdzie” – numer poświęcony dwóm najważniejszym ideom, jakie rozkwitły w XX-wiecznej Polsce – solidarności i miłosierdziu.
- 11/2018-2019 „Liberalizm – pęknięty fundament” – numer poświęcony współczesnej kondycji liberalizmu.
- 12/2020 „Polska nowoczesność” – numer poświęcony dyskusji o nowoczesności w czasach oświecenia, XIX wieku, dwudziestolecia międzywojennego i PRL i jej znaczeniu we współczesności.
- 13/2021-2022 „Od Salaminy do Radzymina” – numer poświęcony podziałowi na Wschód i Zachód Europy w kontekście tożsamościowym, duchowym, jak i geograficznym.

## Teologia Polityczna jako think-tank
Teologia Polityczna to ogólnopolskie środowisko skupiające intelektualistów, naukowców, publicystów, młodzież akademicką i artystów. Jako konserwatywny think-tank wydaje książki, organizuje seminaria, debaty, wykłady, konferencje, spotkania promocyjne książek, pokazy filmowe, happeningi (w sumie zorganizowano już około 150 tego typu wydarzeń w różnych miastach Polski).
Redakcja „Teologii Politycznej” mieści się w Warszawie przy ul. Koszykowej 24. Kluby „Teologii Politycznej” działają w Krakowie, Poznaniu, Wrocławiu i na Górnym Śląsku.

## Festiwal Literacki Teologii Politycznej
Od 2017 roku jesienią środowisko Teologii Politycznej organizuje festiwal poświęcony wybranemu polskiemu pisarzowi, omawiając jego twórczość i postać na tle epoki, zagadnień filozoficznych, społecznych i politycznych. Do tej pory odbyły się edycje poświęcone takim postaciom jak: Joseph Conrad, Zbigniew Herbert, Leopold Tyrmand, Gustaw Herling-Grudziński, Adam Mickiewicz, Cyprian Norwid, Maurycy Mochnacki, Władysław Reymont.

## Wydawnictwo
W ramach działalności wydawniczej Teologii Politycznej ukazały się książki:
1. Eric Voegelin, Platon, Warszawa 2009.
2. Jacob Taubes, Teologia polityczna św. Pawła, Warszawa 2010.
3. Mateusz Matyszkowicz, Śmierć rycerza na uniwersytecie, Warszawa 2010.
4. Agnieszka Kołakowska, Wojny kultur i inne wojny, Warszawa 2010.
5. Problem ładu politycznego. Eseje o myśli Erica Voegelina, red. Michał J. Czarnecki, Agata Miętek, Warszawa 2010.
6. Teoria i praktyka polityczna Marka Aureliusza, red. Kinga Marulewska, Warszawa 2011.
7. Eric Voegelin, Arystoteles, Warszawa 2011.
8. Nieodzowność konserwatyzmu. Księga pamięci Tomasza Merty, Warszawa 2011.
9. Tomasz Merta, Nieodzowność konserwatyzmu. Pisma wybrane, Warszawa 2011.
10. Rémi Brague, Europa, droga rzymska, Warszawa 2012.
11. Alain Besançon, Święta Ruś, Warszawa 2012.
12. Christian Meier, Powstanie polityczności u Greków, Warszawa 2012.
13. Konserwatyzm. Państwo. Pokolenie. Tom pokonferencyjny, red. Marek A. Cichocki, Warszawa 2013.
14. Eric Voegelin, Świat Polis, Warszawa 2013.
15. ks. Eugeniusz Dąbrowski, Dzieje Pawła z Tarsu, Warszawa 2013.
16. Carl Schmitt, Nauka o konstytucji, Warszawa 2013.
17. Eric Voegelin, Izrael i Objawienie, Warszawa 2014.
18. Magdalena Gawin, Bilet do nowoczesności, Warszawa 2014.
19. Andrzej Dobosz, Z różnych półek, Warszawa 2014.
20. Marta Kwaśnicka, Krew z mlekiem, Warszawa 2014.
21. Rémi Brague, Prawo Boga, Warszawa 2014.
22. Paweł Paliwoda, Kambei Shimada, Warszawa 2015.
23. Jakub Lubelski, Ssanie. Głód sacrum w literaturze polskiej, Warszawa 2015.
24. Marta Kwaśnicka, Jadwiga, Warszawa 2015.
25. Jarosław Kurek, Paideia rzymska, Warszawa 2016.
26. ks. Jacek Grzybowski, Uciec z krainy zapomnienia, Warszawa 2016.
27. Marek A. Cichocki, Dariusz Gawin, Dariusz Karłowicz, Trzeci punkt widzenia, Warszawa 2016.
28. Tomasz Stefanek, Być albo nie być, Warszawa 2016.
29. Agnieszka Kołakowska, Plaga Słowików, Warszawa 2016.
30. Platon, Kriton, Warszawa, Kraków 2016.
31. Piotr Skwieciński, Kompleks Rosji, Warszawa 2017
32. Dariusz Karłowicz, Polska jako Jason Bourne, Warszawa 2017.
33. Alain Besançon, Współczesne problemy religijne, Warszawa 2017.
34. Eric Voeglin, Epoka Ekumeniczna, Warszawa 2017.
35. Platon, Obrona Sokratesa, Warszawa, Kraków 2017.
36. Platon, Eutyfron, Warszawa, Kraków 2017.
37. Robin Alexander, Angela Merkel i kryzys migracyjny. Dzień po dniu, Warszawa 2017.
38. ks. Jan Sochoń, Mowa Wewnętrzna, Warszawa 2017.
39. Ludwik Ehrlich, Paweł Włodkowic i Stanisław ze Skarbimierza, Warszawa 2017.
40. Eric Voegelin, Poszukiwanie ładu, Warszawa 2017.
41. Paweł Włodkowic i in, Prawo ludów i wojna sprawiedliwa, Warszawa 2017.
42. Krzyżanowski i in, Paweł Włodkowic i polska szkoła prawa międzynarodowego, Warszawa 2017.
43. Richard Kraut, Sokrates i państwo, Warszawa 2017.
44. Platon, Fedon, Warszawa, Kraków 2017.
45. Marek A. Cichocki, Północ i południe, Warszawa 2018.
46. Joanna Paciorek, Mama w pracy, Warszawa 2018.
47. Gertrude Himmelfarb, Drogi do nowoczesności, Warszawa 2018.
48. Wojciech Tomczyk, Dramaty, Warszawa 2018.
49. ks. Jerzy Szymik, Zachwyt i inne skutki wiary, Warszawa 2018.
50. Tomasz Herbich, Pragnienie Królestwa, Warszawa 2019.
51. Leo Strauss, Sokrates i Arystofanes, Warszawa 2019.
52. Krzysztof Tyszka-Drozdowski, Żuawi nicości, Warszawa 2019.
53. Ewa Thompson, Zrozumieć Rosję. Święte szaleństwo w kulturze rosyjskiej, Warszawa 2019.

## „Teologia Polityczna Co Tydzień”
Od 2016 ukazuje się internetowy tygodnik idei Teologia Polityczna Co Tydzień, dostępny na http://www.teologiapolityczna.pl/teologia-polityczna-co-tydzien. Redaktorem naczelnym jest Jan Czerniecki, zastępcą redaktora naczelnego – Tomasz Herbich, sekretarzem redakcji – Anna Wojtas.